# Orjaška lobelija
Orjaška lobelija (znanstveno ime Lobelia telekii) je vrsta cvetoče rastline iz družine Campanulaceae, ki jo najdemo samo v alpskih conah Mount Kenya, Mount Elgon in gorovja Aberdare v vzhodni Afriki. Pojavlja se v višjih nadmorskih višinah na dobro odcednih pobočjih. Je semelparna vrsta, ki vloži vse svoje reproduktivne napore v proizvodnjo enega samega velikega socvetja, visokega do 3 metre in nato odmre. Socvetja orjaške lobelije imajo tudi veliko prostornino sredice za notranje shranjevanje vode in marcescentno listje, ki bi lahko zagotovilo izolacijo. V ta rezervoar izloča polisaharid, ki ji lahko koristi za preživetje v mrzlem podnebju. Rastlina je dobila ime po avstro-ogrskem raziskovalcu grofu Sámuelu Telekiju.
Rastline so običajno sestavljene iz ene rozete, ki raste več desetletij, enkrat cveti in nato odmre. Vendar pa ima zelo majhno število rastlin več rozet, povezanih s podzemnim steblom. Vsak cvet pokriva dolg dlakavi ovršni list, zaradi splošnega videza pa se je prijela vzdevek lobelija Cousin Itt.
Cvetovi orjaške lobelije, ki jih oprašujejo ptice, so skriti med velikimi ovršnimi listi znotraj socvetja. Listi in ovršni listi so modrozeleni, cvetovi pa škrlatni. Vsak cvet lahko proizvede do več sto majhnih (<1 mm premera) temnih semen, ki so pasivno razpršena.
Na Mount Kenya se pojavlja na nadmorski višini 3500–5000 metrov. Prebiva na bolj suhih pobočjih gričev, njen bližnji sorodnik Lobelia keniensis pa ima najraje vlažna dna dolin. Pojavljajo se delno rodni hibridi. Na pobočjih hribov so pogosto skalnate morene, ki so dom južnoafriškega pečinarja, ki včasih jedo liste in socvetja lobelije, vendar rastlinojedce na splošno odvrne grenak strupen sok lobelije, ki vsebuje alkaloide, verjetno vključno z lobelinom.

## Taksonomija
Orjaška lobelija je bila prej uvrščena v oddelek Rhynchopetalum znotraj podroda Tupa. Rod je bil od takrat preoblikovan tako, da sta Tupa in Rhynchopetalum ločena oddelka, pri čemer L. telekii spada v slednjega. Tupa in Rhynchopetalum se ločujeta po razliki v številu kromosomov in geografski porazdelitvi, podprti z morfološkimi razlikami. Lobelia telekii je opisal Schweinf in bila objavljena v Zum Rudolph-See und Stephanie-See 861, t. 104. 1892.